# Katrin Petersmann
Katrin Petersmann (* 19. Juli 1967 in Lünen) ist eine ehemalige deutsche Ruderin.

## Sportliche Karriere
Die jüngere Tochter des Rudertrainers Günter Petersmann begann 1982 mit dem Rudersport und startete für den Ruderclub Hansa von 1898 aus Dortmund. 1983 und 1984 gewann sie mit dem Achter die Bronzemedaille bei den Junioren-Weltmeisterschaften, 1985 belegte sie mit dem Doppelvierer den fünften Platz. 1986 gewann sie mit dem Doppelvierer ihres Vereins den deutschen Meistertitel, wobei auch ihre ältere Schwester Cerstin im Boot saß. Ihren zweiten deutschen Meistertitel gewann Katrin Petersmann 1988 im Vierer mit Steuerfrau.
Bei den Weltmeisterschaften 1987 gehörten die beiden Schwestern zum deutschen Achter, der den fünften Platz erreichte und damit in die Olympiamannschaft für 1988 aufgenommen wurde. Bei den Olympischen Spielen in Seoul verpasste der Achter das A-Finale und belegte den siebten Platz.